# Scleria rugosa
Scleria rugosa är en halvgräsart som beskrevs av Robert Brown. Scleria rugosa ingår i släktet Scleria och familjen halvgräs. Inga underarter finns listade i Catalogue of Life.